# TRACE

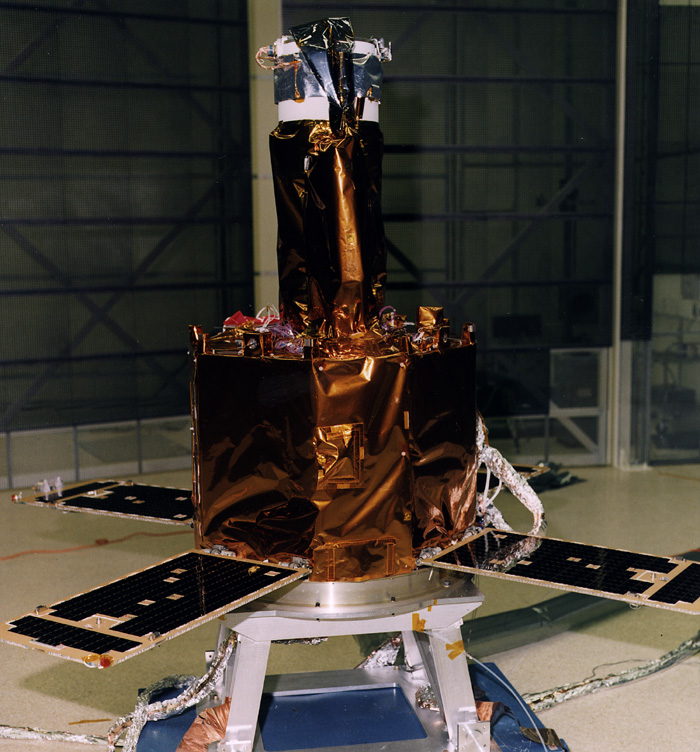
TRACE в «чистой комнате» в процессе сборки

TRACE (англ. transition region and coronal explorer — исследователь переходной зоны и солнечной короны) — космический телескоп, был запущен в апреле 1998 года на полярную орбиту в рамках Малой исследовательской программы НАСА. Предназначен для наблюдения Солнца с высоким пространственным разрешением в ультрафиолете, в настоящее время используется для исследования области перехода между фотосферой и короной Солнца. Последнее изображение спутник снял в 2010 году.

## Изображения, полученные спутником

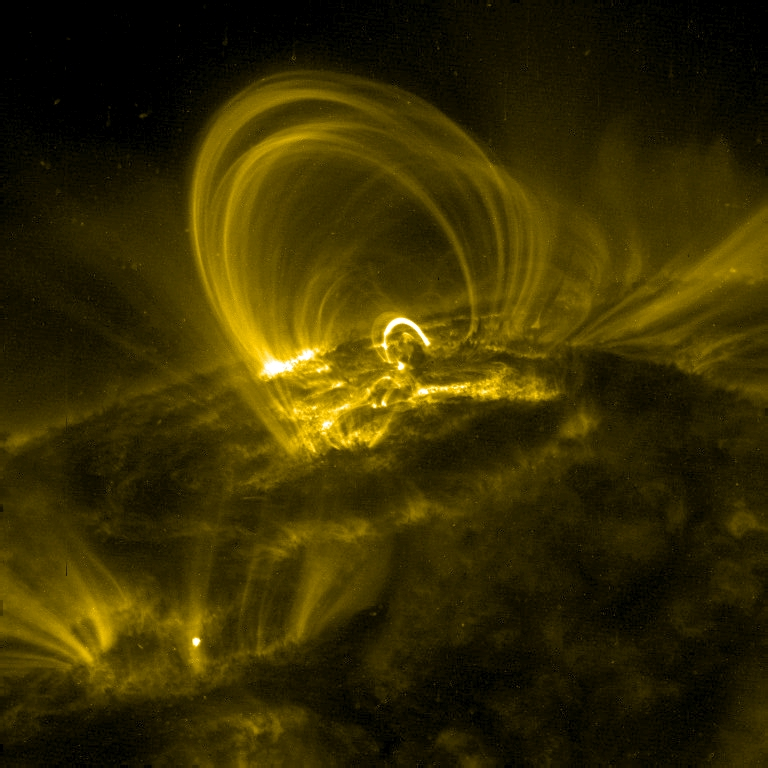
Потоки плазмы с температурой порядка миллиона кельвинов
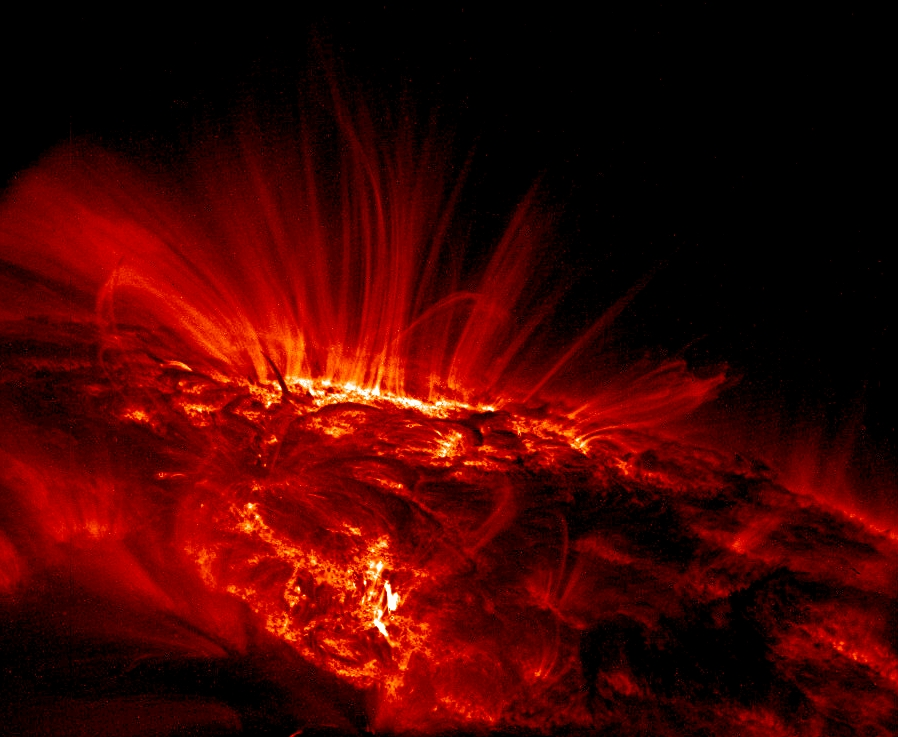
Солнечные пятна
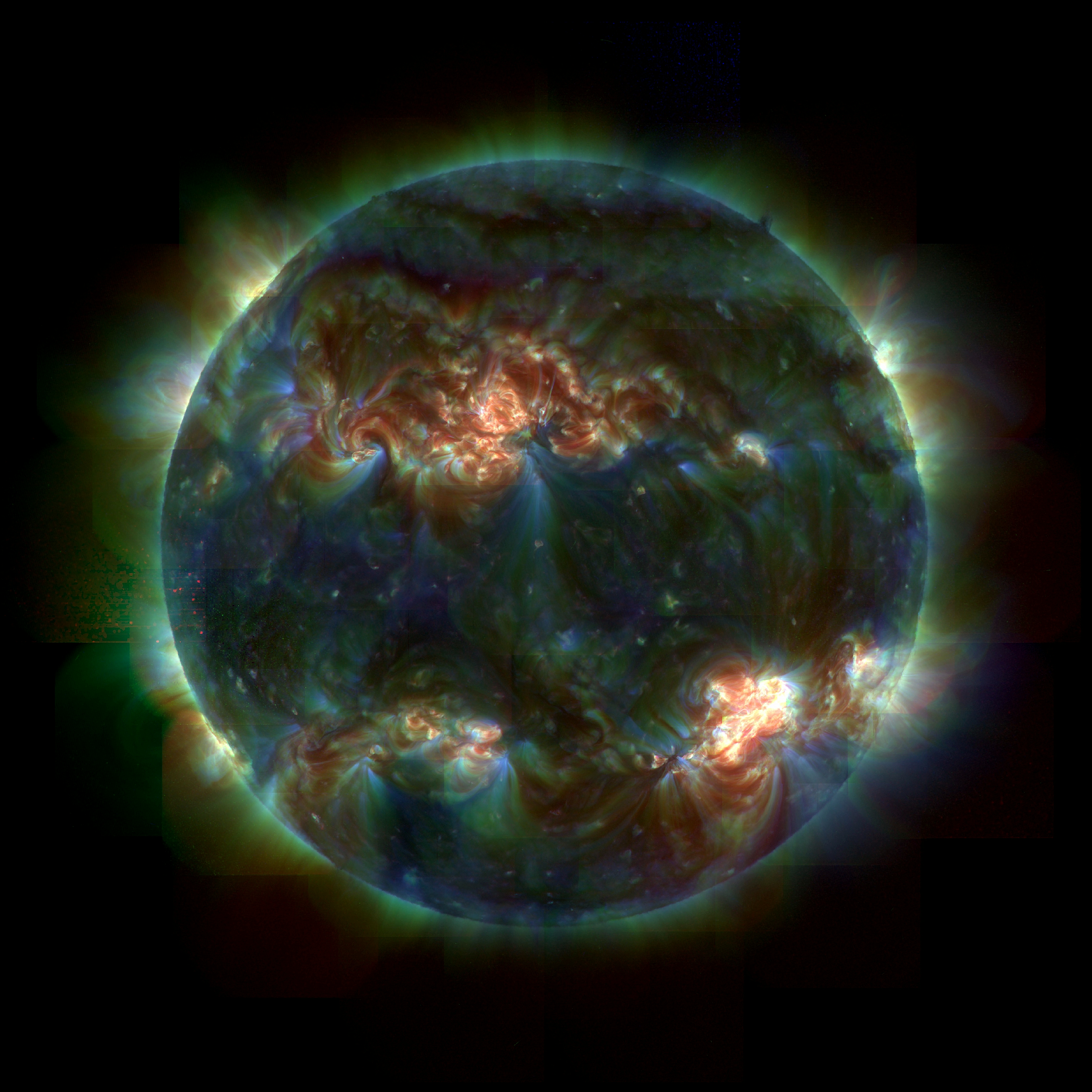
Мозаика полного диска Солнца